# ...Po prozvisjju Zver
...Po prozvisjju Zver (russisk: …По прозвищу «Зверь») er en sovjetisk spillefilm fra 1990 af Aleksandr Aleksandrovitj Muratov.

## Medvirkende
- Dmitrij Pevtsov som Savelij Govorkov
- Tatjana Skorokhodova som Larissa
- Boris Sjjerbakov som Alik
- Jurij Nazarov
- Lev Prygunov som Ugrjumov